# August III. Polský
August III. (17. října 1696, Drážďany – 5. října 1763, Drážďany), nazývaný také August III. Sas, byl polský král a velkokníže litevský a také saský kurfiřt. Jako saský kurfiřt vládl pod jménem Fridrich August II.

## Život

### Původ, mládí
Narodil se 17. října roku 1696 v Drážďanech jako jediný syn polského krále a saského kurfiřta Augusta II. Silného a jeho manželky Kristýny Eberhardiny, dcery Kristiána Ernesta, markraběte z Brandenburg-Bayreuth, a jeho druhé manželky Sofie Louisy Württemberské. Manželství Augustových rodičů bylo čistě politickým a velmi nešťastným svazkem. Péči o chlapce převzala jeho babička, matka Augusta II. Anna Žofie Dánská.

### Manželství, potomci
Už od roku 1704 mezi Augustem se uvažovalo o sňatku Marií Josefou (1699–1757), nejstarším dítětem císaře Josefa I. a jeho manželky Amálie Vilemíny Brunšvické. Marie se však nesměla vdát za nekatolíka. V roce 1712 August konvertoval ke katolictví a jednání začala nabírat konkrétnějších obrysů, jež došly naplnění 20. srpna 1719, když se August ve Vídni s Marií Josefou oženil. Z manželství vzešlo početné potomstvo - sedm synů a osm dcer, čtyři z těchto patnácti dětí však zemřely již v útlém věku:
- Fridrich August (18. listopadu 1720 – 22. ledna 1721)
- Josef August (24. října 1721 – 14. března 1728)
- Fridrich Kristián (5. září 1722 – 17. prosince 1763), saský kurfiřt, ⚭ 1747 Marie Antonie Bavorská (18. července 1724 – 23. dubna 1780)
- dcera (*/† 23. června 1723)
- Marie Amálie (24. listopadu 1724 – 27. září 1760), ⚭ 1738 Karel III. (20. ledna 1716 – 14. prosince 1788), vévoda parmský a piacenzský, král neapolský a sicilský a král španělský od roku 1759 až do své smrti
- Marie Markéta (13. září 1727 – 1. února 1734)
- Marie Anna (29. srpna 1728 – 17. února 1797), ⚭ 1747 Maxmilián III. Josef (28. března 1727 – 30. prosince 1777), bavorský kurfiřt
- František Xaver (25. srpna 1730 – 21. června 1806), ⚭ 1765 Maria Chiara Spinucci (30. srpna 1741 – 22. listopadu 1792), morganatické manželství
- Marie Josefa Karolína (4. listopadu 1731 – 13. března 1767), ⚭ 1747 Ludvík Ferdinand Bourbonský (4. září 1729 – 20. prosince 1765), francouzský dauphin
- Karel Kristián (13. července 1733 – 16. června 1796), kuronský a zemgalský vévoda, ⚭ 1760 Franciszka Krasińska (9. března 1742 – 30. dubna 1796)
- Marie Kristýna (12. února 1735 – 19. listopadu 1782), abatyše v Remiremontu
- Marie Alžběta (2. února 1736 – 24. prosince 1818), nositelka řádu Hvězdného kříže, svobodná a bezdětná
- Albert Kazimír (11. července 1738 – 10. února 1822), těšínský vévoda a nizozemský místodržící, místodržící Uher a kníže Sasko-Těšínský, ⚭ 1766 Marie Kristina Habsbursko-Lotrinská (13. května 1742 – 24. června 1798), dcera Marie Terezie a Františka I. Štěpána Lotrinského
- Klement Václav (28. září 1739 – 27. července 1812), kanovník v Kolíně, probošt od sv. Jana, arcibiskup a kurfiřt trevírský
- Marie Kunhuta (10. listopadu 1740 – 8. dubna 1826), nositelka řádu Hvězdného kříže a abatyše v Toruni a Essenu

Prostřednictvím tohoto sňatku mezi Wettiny a Habsburky ženichův otec August II. Silný doufal, že zajistí Sasku lepší pozici v případné válce o následnictví Habsburské monarchie. Nejstarší syn páru Fridrich Kristián Saský ale následoval svého otce a stal se také saským kurfiřtem.
Marie Josefa měla teoretickou šanci stát se dědičkou habsburských držav, kdyby její otec ani strýc nezplodili syna, o tuto šanci ji však připravila Pragmatická sankce jejího strýce Karla VI. ve prospěch jeho dcery Marie Terezie. V roce 1740 přesto nárokovala rakouský trůn, ne však pro sebe, ale pro svého manžela; tento boj vzdala v roce 1742 a Sasko brzy s Rakouskem uzavřelo alianci.
Po smrti svého otce v roce († 1. února 1733) se August stal saským kurfiřtem. Polským králem se stal za pomoci Rakouska a Ruska. Jako král se příliš o Polsko nestaral a přenechával řešení problémů na hraběte von Brühla. V roce 1756 bylo Sasko přepadeno Pruskem. Po kapitulaci saské armády odjel August III. do Polska a nechal svou rodinu v Drážďanech. Zemřel v roce 1763.

## Tituly

### Celý královský titul
Celý titul:
- August III. z Boží milosti král polský, velkovévoda litevský, vévoda ruský, pruský, mazovský, žmuďský, kyjevský, volyňský, podolský, podleský, livonský, smolenský, siverský, černigovský a také dědičný vévoda saský a kurfiřt.

Celý titul v latině:
- Augustus tertius, Dei gratia rex Poloniae, magnus dux Lithuaniæ, dux Russiæ (Rutheniae), Prussiæ, Masoviæ, Samogitiæ, Kijoviæ, Volhiniæ, Podoliæ, Podlachiæ, Livoniæ, Smolensciæ, Severiæ, Czerniechoviæque, nec non hæreditarius dux Saxoniæ et princeps elector.

### Tituly a oslovení
- 1696–1697: Jeho Výsost, saský princ
- 1697–1733: Jeho královská Výsost, polský, litevský a saský princ
- 1733–1763: Jeho Veličenstvo, polský král, litevský velkovévoda a saský vévoda a kurfiřt

## Vývod z předků
|                    |                                          |  |                                  |                                     |  |  |  |  |  |  |  | Jan Jiří I. Saský |
|                    |                                          |  |                                  |                                     |  |  |  |  |  |  |  |                   |
|                    | Jan Jiří II. Saský                       |  |                                  |                                     |  |  |  |  |  |  |  |                   |
|                    |                                          |  |                                  |                                     |  |  |  |  |  |  |  |                   |
|                    |                                          |  |                                  | Magdalena Sibylla Pruská            |  |  |  |  |  |  |  |                   |
|                    |                                          |  |                                  |                                     |  |  |  |  |  |  |  |                   |
|                    | Jan Jiří III. Saský                      |  |                                  |                                     |  |  |  |  |  |  |  |                   |
|                    |                                          |  |                                  |                                     |  |  |  |  |  |  |  |                   |
|                    |                                          |  |                                  | Kristián Braniborsko-Bayreuthský    |  |  |  |  |  |  |  |                   |
|                    |                                          |  |                                  |                                     |  |  |  |  |  |  |  |                   |
|                    | Magdaléna Sibyla Braniborsko-Bayreuthská |  |                                  |                                     |  |  |  |  |  |  |  |                   |
|                    |                                          |  |                                  |                                     |  |  |  |  |  |  |  |                   |
|                    |                                          |  |                                  | Marie Pruská                        |  |  |  |  |  |  |  |                   |
|                    |                                          |  |                                  |                                     |  |  |  |  |  |  |  |                   |
|                    | August II. Silný                         |  |                                  |                                     |  |  |  |  |  |  |  |                   |
|                    |                                          |  |                                  |                                     |  |  |  |  |  |  |  |                   |
|                    |                                          |  |                                  | Kristián IV. Dánský                 |  |  |  |  |  |  |  |                   |
|                    |                                          |  |                                  |                                     |  |  |  |  |  |  |  |                   |
|                    | Frederik III. Dánský                     |  |                                  |                                     |  |  |  |  |  |  |  |                   |
|                    |                                          |  |                                  |                                     |  |  |  |  |  |  |  |                   |
|                    |                                          |  |                                  | Anna Kateřina Braniborská           |  |  |  |  |  |  |  |                   |
|                    |                                          |  |                                  |                                     |  |  |  |  |  |  |  |                   |
|                    | Anna Žofie Dánská                        |  |                                  |                                     |  |  |  |  |  |  |  |                   |
|                    |                                          |  |                                  |                                     |  |  |  |  |  |  |  |                   |
|                    |                                          |  |                                  | Jiří Brunšvicko-Lüneburský          |  |  |  |  |  |  |  |                   |
|                    |                                          |  |                                  |                                     |  |  |  |  |  |  |  |                   |
|                    | Žofie Amálie Brunšvická                  |  |                                  |                                     |  |  |  |  |  |  |  |                   |
|                    |                                          |  |                                  |                                     |  |  |  |  |  |  |  |                   |
|                    |                                          |  |                                  | Anna Eleonora Hesensko-Darmstadtská |  |  |  |  |  |  |  |                   |
|                    |                                          |  |                                  |                                     |  |  |  |  |  |  |  |                   |
| August III. Polský |                                          |  |                                  |                                     |  |  |  |  |  |  |  |                   |
|                    |                                          |  |                                  |                                     |  |  |  |  |  |  |  |                   |
|                    |                                          |  | Kristián Braniborsko-Bayreuthský |                                     |  |  |  |  |  |  |  |                   |
|                    |                                          |  |                                  |                                     |  |  |  |  |  |  |  |                   |
|                    | Erdman August Braniborsko-Bayreuthský    |  |                                  |                                     |  |  |  |  |  |  |  |                   |
|                    |                                          |  |                                  |                                     |  |  |  |  |  |  |  |                   |
|                    |                                          |  |                                  | Marie Pruská                        |  |  |  |  |  |  |  |                   |
|                    |                                          |  |                                  |                                     |  |  |  |  |  |  |  |                   |
|                    | Kristián Arnošt Braniborsko-Bayreuthský  |  |                                  |                                     |  |  |  |  |  |  |  |                   |
|                    |                                          |  |                                  |                                     |  |  |  |  |  |  |  |                   |
|                    |                                          |  |                                  | Jáchym Arnošt Braniborsko-Ansbašský |  |  |  |  |  |  |  |                   |
|                    |                                          |  |                                  |                                     |  |  |  |  |  |  |  |                   |
|                    | Sophie of Brandenburg-Ansbach            |  |                                  |                                     |  |  |  |  |  |  |  |                   |
|                    |                                          |  |                                  |                                     |  |  |  |  |  |  |  |                   |
|                    |                                          |  |                                  | Žofie Solmsko-Laubašská             |  |  |  |  |  |  |  |                   |
|                    |                                          |  |                                  |                                     |  |  |  |  |  |  |  |                   |
|                    | Kristýna Eberhardýna z Hohenzollernu     |  |                                  |                                     |  |  |  |  |  |  |  |                   |
|                    |                                          |  |                                  |                                     |  |  |  |  |  |  |  |                   |
|                    |                                          |  |                                  | Jan Fridrich Württemberský          |  |  |  |  |  |  |  |                   |
|                    |                                          |  |                                  |                                     |  |  |  |  |  |  |  |                   |
|                    | Eberhard III. Württemberský              |  |                                  |                                     |  |  |  |  |  |  |  |                   |
|                    |                                          |  |                                  |                                     |  |  |  |  |  |  |  |                   |
|                    |                                          |  |                                  | Barbara Žofie Braniborská           |  |  |  |  |  |  |  |                   |
|                    |                                          |  |                                  |                                     |  |  |  |  |  |  |  |                   |
|                    | Žofie Luisa Württembersko-Winnentalská   |  |                                  |                                     |  |  |  |  |  |  |  |                   |
|                    |                                          |  |                                  |                                     |  |  |  |  |  |  |  |                   |
|                    |                                          |  |                                  | Jan Kazimír Salmsko-Kyrburský       |  |  |  |  |  |  |  |                   |
|                    |                                          |  |                                  |                                     |  |  |  |  |  |  |  |                   |
|                    | Anna Kateřina Dorotea Salmsko-Kyrburská  |  |                                  |                                     |  |  |  |  |  |  |  |                   |
|                    |                                          |  |                                  |                                     |  |  |  |  |  |  |  |                   |
|                    |                                          |  |                                  | Dorotea Solmsko-Laubašská           |  |  |  |  |  |  |  |                   |
|                    |                                          |  |                                  |                                     |  |  |  |  |  |  |  |                   |